# CDツイン たのしくチャレンジ 99のうた ベスト50
『CDツイン たのしくチャレンジ 99のうた ベスト50』（シーディーツイン たのしくチャレンジ くくのうた ベストごじゅう）は、日本コロムビアから2000年2月19日に発売された、童謡のコンピレーション・アルバム。

## 概要
- 勉強・学習ソングや季節の童謡、生活習慣ソングなどを、2枚組で全50曲収録したコンピレーション・アルバム。

## 収録曲

### Disc 1
- 規格商品番号は、COCX-30823。
- うたう教室
- 1.99のうた
- 2.たのしいさんすう
- 3.すうじのうた
- 4.いっぽんでもニンジン
- 5.すうじえかきうたメドレー
- 6.A・B・Cのうた ～アルファベットの歌～
- 7.Head, Shoulders, Knees and Toes
- 8.みぎみぎひだり
- 9.アの字がつくから ～あいうえおの歌～
- 10.いろはまつり
- 11.点字のあいうえお
- 12.こぶたぬきつねこ
- 13.ドレミのうた
- どんなあいさつ知ってる?
- 14.あくしゅでこんにちは
- 15.おはようのうた
- 16.お誕生日のうた ～ハッピー・バースディ・トゥー・ユー～
- 17.あしたのあしたのまたあした
- うたののりもの図鑑
- 18.はたらくくるま1
- 19.はたらくくるま2
- 20.いろんなくるま
- 21.のりたいでんしゃ はしるきかんしゃ
- 22.ヤッホー!しんかんせん
- 23.そらとぶなかま
- 24.ふねがゆく

### Disc 2
- 規格商品番号は、COCX-30824。
- うたのどうぶつ図鑑
- 1.あみめきりんが行く
- 2.ツバメの子
- 3.Boom Boom Bee
- 4.さかな サカナ さかな
- あそびがたくさん!!
- 5.楽しい動物園
- 6.おおかみさん
- 7.チェッチェッコリ
- 8.アブラハムの子
- 自己紹介のときは…
- 9.はじめまして
- 10.きみのなまえ
- 11.名前・住所・電話番号
- たのしくお手伝い
- 12.そうじのキ・ホ・ン
- 13.るんるんぼうず
- 14.コロンブスのゆでタマゴ
- 15.レッツ!オムレツ
- 16.パスタ・フレンズ!
- うたのカレンダー
- ＜こどもの日＞
- 17.こいのぼり
- ＜七夕＞
- 18.たなばたさま
- ＜海の記念日＞
- 19.うみ
- ＜敬老の日＞
- 20.元気でね
- ＜お月見＞
- 21.十五夜お月さん
- ＜七五三＞
- 22.三つと五つと七つの子
- ＜大晦日＞
- 23.お正月
- ＜お正月＞
- 24.一月一日
- ＜節分＞
- 25.まめまき
- ＜ひなまつり＞
- 26.うれしいひなまつり